# Signatarstaat
Als Signatarstaat oder auch Signatarmacht (frz. signataire, „Unterzeichner“) bezeichnet man einen Staat, der einen völkerrechtlichen Vertrag unterzeichnet (signiert) hat.